# براندون كوكس
براندون كوكس (بالإنجليزية: Brandon Cox)‏ هو لاعب كرة قدم أمريكية أمريكي، ولد في 31 أكتوبر 1983 في تروسفيل في الولايات المتحدة.